# Sturmiopsis inferens
Sturmiopsis inferens là một loài ruồi trong họ Tachinidae.